# Roumaysa Boualam

Roumaysa Boualam ,née 10 octobre 1994 est une boxeuse algérienne  à Blida.

## Biographie

### Carrière
Elle est médaillée d'argent dans la catégorie des moins de 51 kg aux championnats d'Afrique féminins de Yaoundé en 2014 et aux championnats d'Afrique de Brazzaville en 2017. Aux Jeux africains de Rabat en 2019, elle remporte la médaille d'or dans la même catégorie.
Elle est médaillée d'or dans la catégorie des moins de 48 kg aux Jeux méditerranéens de 2022 à Oran ainsi que dans la catégorie des moins de 50 kg aux Championnats d'Afrique de boxe amateur 2022 à Maputo, aux Jeux panarabes de 2023 à Alger et aux championnats d'Afrique de boxe amateur 2023 à Yaoundé.
Elle remporte la médaille d'or dans la catégorie des moins de 50 kg aux Jeux africains de 2023 à Accra.